# Cieklinka
Cieklinka – góra o wysokości 512 m n.p.m. leżąca w Polsce na granicy województw małopolskiego i podkarpackiego w Beskidzie Niskim. Nazwa góry pochodzi od miejscowości Cieklin.